# 费多里夫卡 (罗韦尼基区)
費多里夫卡（烏克蘭語：Федорівка），是烏克蘭東部盧甘斯克州罗韦尼基区赫鲁斯塔利内市镇内的的鎮。始建於1800年，面積1.15平方公里，2011年人口410，人口密度每平方公里356.5人。